# Recyclingbaustoff
Unter dem Begriff Recyclingbaustoff (auch Recycling-Baustoff oder kurz RC-Baustoff) werden verschiedene Baustoffe zusammengefasst, die in irgendeiner Art wiederverwendet werden. Ein Recyclingbaustoff kann entsprechend seiner Herkunft unterschiedliche Stoffeigenschaften besitzen. 
Nach der Definition im Straßenbau sind Recyclingbaustoffe Gesteinskörnungen, die aus gebrauchten Baustoffen gewonnen werden. Darunter fallen dann Bauschutt und die Materialien, die beim Rückbau von Straßen anfallen. Diese werden auch als Straßenaufbruch bezeichnet. 
In einer umfassenderen Definition sind RC-Baustoffe Baumaterialien, die aus Abfällen oder Nebenprodukten aufbereitet wurden. In dieser Bedeutung spricht man auch von Ersatzbaustoffen. Das umfasst außer Bauschutt auch andere Nebenprodukte oder Abfälle, die bei industriellen Prozessen anfallen.

## Herstellung und Verwendung
Ein Beispiel für die Umsetzung von Bauprojekten, in denen es zur Gewinnung von Recyclingbaustoffen kommt, ist die Neunutzung der Bayern-Kaserne im Rahmen eines Neu- und Umbauprojektes unter Gewinnung und Verwendung von RC-Baustoffen.